# Marco Petreio Cesariano
Marco Petronio (fl. I secolo a.C.) è stato un ufficiale romano.
Apparteneva all'ottava legione di Gaio Giulio Cesare al tempo della guerra gallica. Dimostrò sempre un grandissimo valore in battaglia, combattendo sempre allo stremo delle sue forze per ottenere la vittoria per Cesare; e proprio la sua audacia lo portò alla morte gloriosa. Durante l'assalto delle truppe cesariane alla rocca di Gergovia, la foga dell'ottava legione giunse fino alle mura: lì Petreio e la sua centuria riuscirono ad entrare ma ben presto si ritrovarono circondati. Allora Petreio in un ultimo gesto di altruismo verso i suoi, decise di rimandarli indietro e di trattenere i galli il più possibile sul posto. Dopo aver ucciso una decina di galli, stremato dai dardi che piovevano dalle mura, morì eroicamente riuscendo però a salvare la vita dei suoi.